# Vatnajökull
A Vatnajökull (IPA: [ˈvahtnajœːkʏtl ̥]) Izland legnagyobb összefüggő jégmezője. A sziget délkeleti részén található, az ország területének több mint 8%-át foglalja el. A területe 8100 km², ezzel az egyik legnagyobb Európában, és a második legnagyobb (a Spitzbergák (Svalbard) szigetvilág második legnagyobb szigetén, a Nordaustlandeten található Austfonna után) a térségben.
A jég átlagos vastagsága 400 m, a maximális pedig 1000 m. A Vatnajökull déli szélénél, a Skaftafell Nemzeti Park közelében található Izland legmagasabb hegye, a Hvannadalshnúkur (2110 m). A kupola alakú jégmezők közé sorolható.
A Vatnajökull alatt (sok más izlandi jégmezővel egyetemben) vulkánok találhatóak. A vulkanikus tavak, mint például a Grímsvötn voltak a forrásai az 1996-os nagy jégfutásnak. A vulkánok ezen tavak alatt okoztak már számottevő, de rövid ideig tartó kitörést 2004 novemberének elején.
A jégmező területe néhány éve csökkenőben van, feltehetőleg az éghajlatváltozás és az utóbbi időkbeli vulkanikus aktivitás miatt.

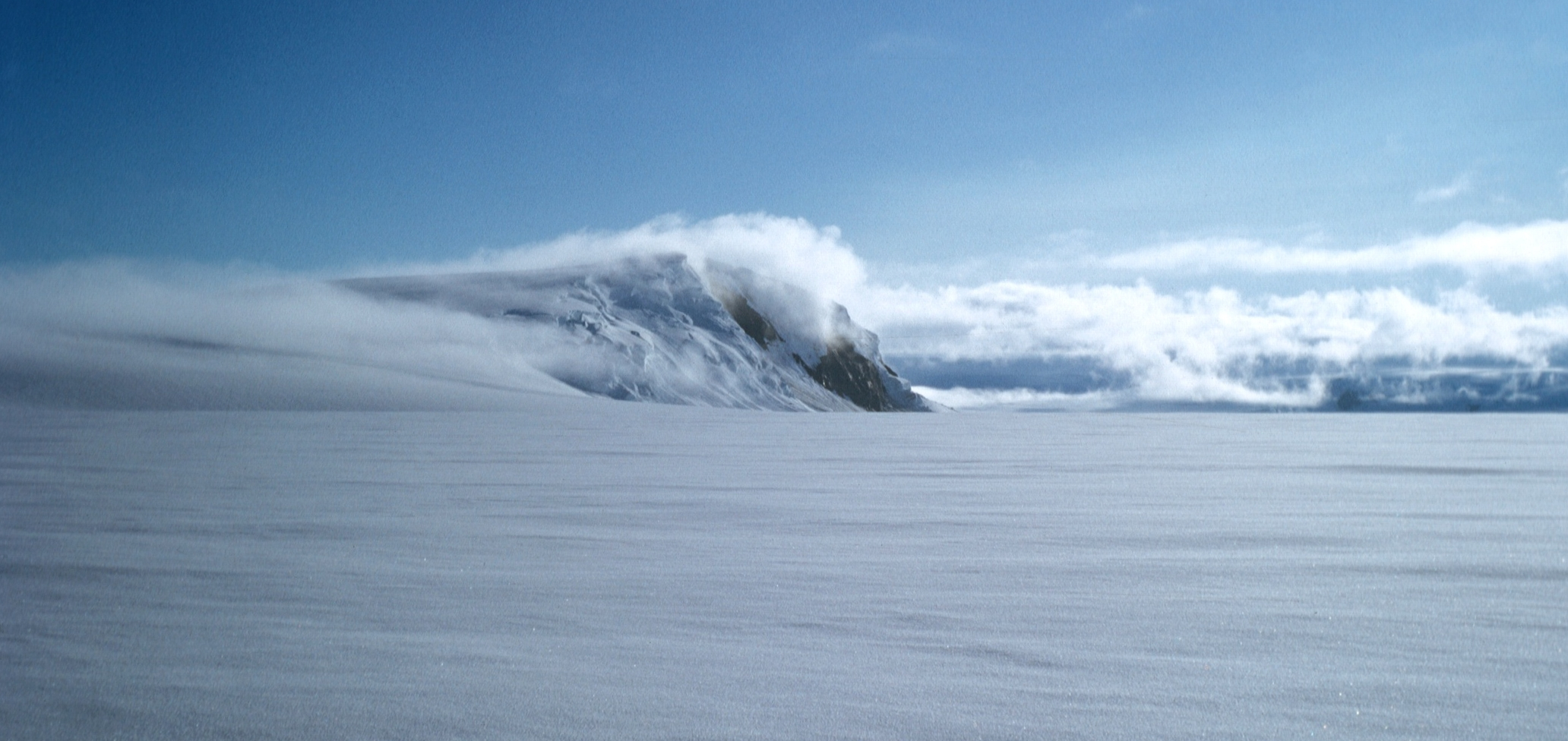
A Vatnajökull területén található Grímsvötn tó

## Fordítás
- Ez a szócikk részben vagy egészben a Vatnajökull című angol Wikipédia-szócikk fordításán alapul.  Az eredeti cikk szerkesztőit annak laptörténete sorolja fel. Ez a jelzés csupán a megfogalmazás eredetét és a szerzői jogokat jelzi, nem szolgál a cikkben szereplő információk forrásmegjelöléseként.